# Pecos (rivier)

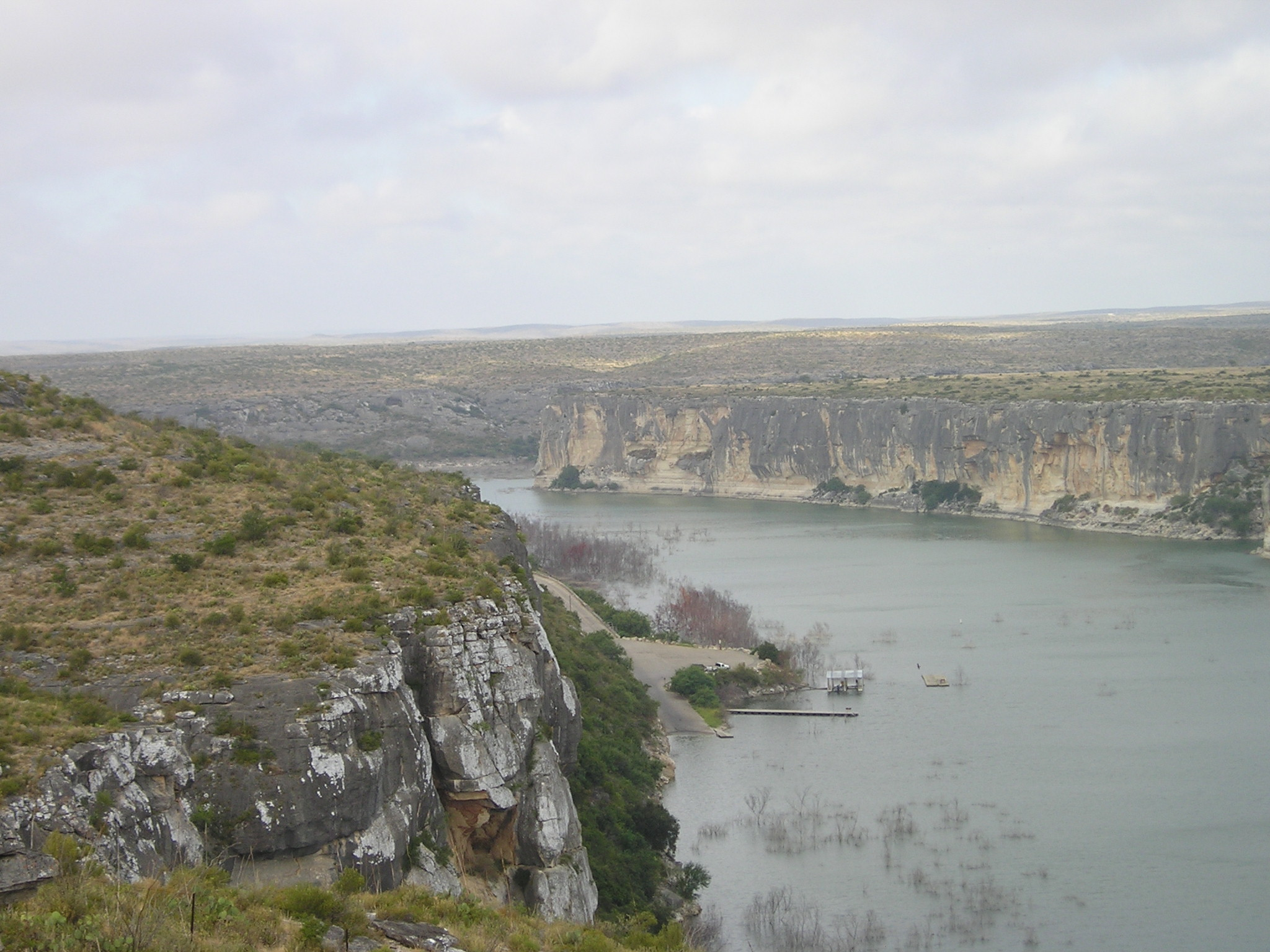
De Pecos nabij de Rio Grande.

De Pecos (Engels: Pecos River) is een rivier in de Verenigde Staten. Hij stroomt van Pecos (New Mexico) langs de westelijke helling van de Sangre de Cristo Mountains in Mora County door het oosten van die staat naar Texas en mondt uit in de Rio Grande nabij Del Rio (Texas).
Op de Pecos zijn verschillende dammen gebouwd: Santa Rosa Lake, 188 km ten oosten van Albuquerque, is in 1939 ontstaan door Sumner Dam tussen Santa Rosa en Fort Sumner, New Mexico. Er liggen nog twee dammen ten noorden van Carlsbad (New Mexico): namelijk Avalon Dam en Brantley Dam. In de staat Texas heeft de aanleg van de Red Bluff Dam geleid tot de vorming van het Red Bluff Reservoir.
- Gemeinsame Normdatei: 4412875-7
- National Archives and Records Administration: 10043608
- Virtual International Authority File: 244718706